# Bristol Aerospace
A Bristol Aerospace é um empresa aeroespacial Canadense localizada em Winnipeg, Manitoba. É uma divisão operacional da Magellan Aerospace.

## História
A Bristol Aerospace, iniciou suas atividades em 1930, como a MacDonald Brothers Aircraft Company. Os irmãos: Jim e Grant MacDonald, se mudaram da
Nova Escócia para Winnipeg, em 1904 para iniciar um negócio de chapas de metal, sendo que o irmão Edwin, se juntou a eles mais tarde. Como as viagens de avião, começavam a se estabelecer como um importante meio de transporte e Winnipeg estava se tornando um centro intermediário de paradas importante nas viagens para o Oeste, eles investiram nessa área, produzindo flutuadores de metal para aviões anfíbios, sob licença da EDO Corporation de
Nova Iorque, o que continuou fazendo até o início dos anos 80.

## Projetos
Durante a Segunda Guerra Mundial, a empresa construiu aviões de treinamento chegando a ter mais de 4.500 empregados, se tornando importante na área de manutenção e atualização de aeronaves para a força aérea Canadense nas décadas de 40 e 50. Em 1954, a
MacDonald Brothers Aircraft foi comprada pela empresa Britânica Bristol Aeroplane Company, se tornando a sua filial Canadense. Durante as décadas de 50 e 60, com a sua grande experiência na produção de chapas metálicas de precisão, ela se tornou uma das maiores fornecedoras das partes que suportavam o calor para a maioria dos fabricantes de motores aeronáuticos. Nas décadas de 60 e 70, em parceria com a Aerojet General, foi desenvolvido o míssil de ataque ao solo CRV7 (maior do mundo na época), este míssil veio a dar origem à série de foguetes de sondagem da família

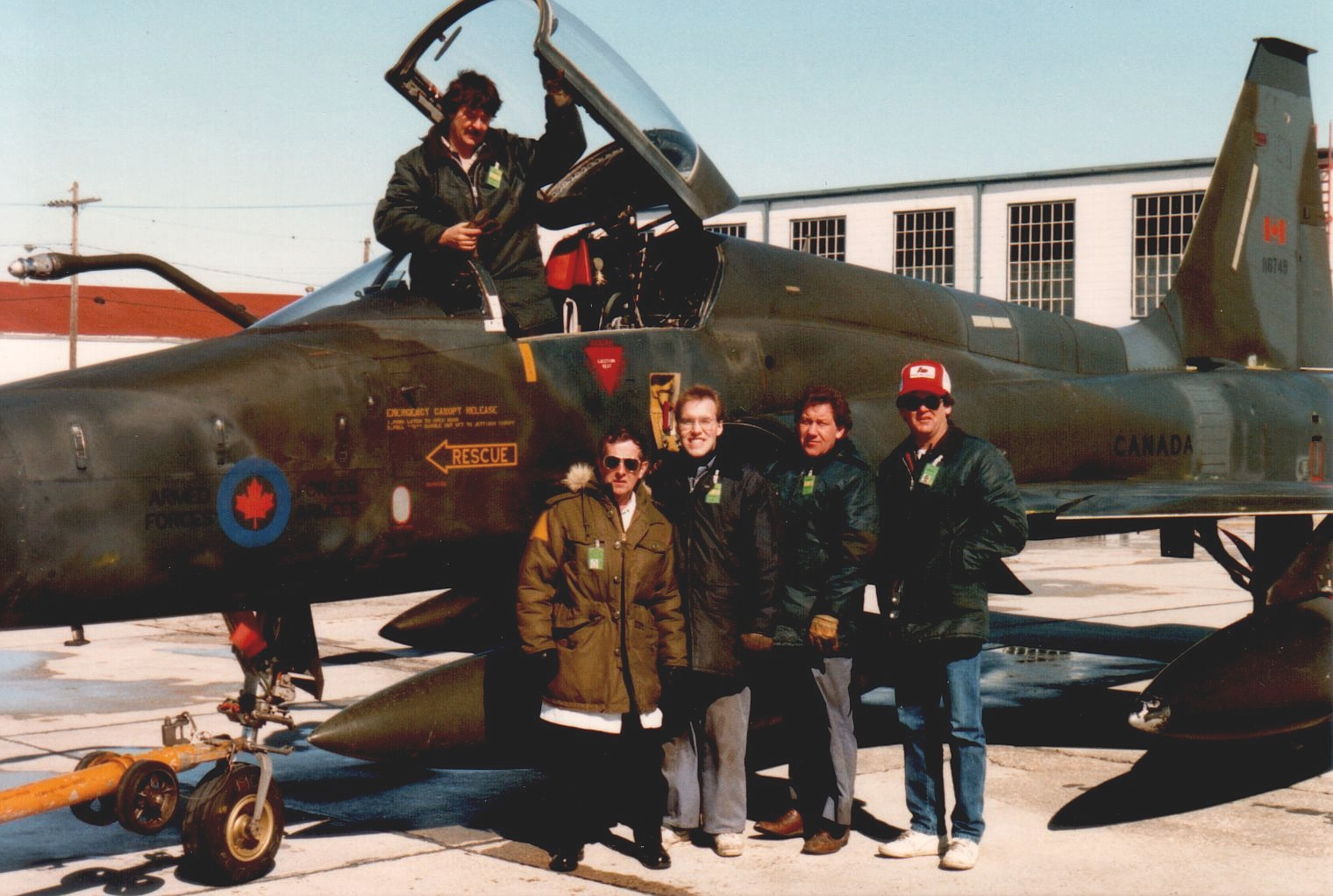
Um Canadair CF-116A chega à Bristol Aerospace para o processo de atualização. Abril de 1987

Black Brant.

## Administração
Em 1967 a matriz Bristol Aeroplane Company, foi comprada pela Rolls-Royce, e mudou o nome da sua subsidiária Canadense para Bristol Aerospace.
Em junho de 1997, a Rolls-Royce plc, vendeu a Bristol para a Magellan Aerospace, um conglomerado formado por empresas Canadenses e Norte Americanas do ramo aeroespacial. Desde então, a marca Magellan tem sido usada de forma mais agressiva, reduzindo a visibilidade e independência da marca
Bristol Aerospace.